# Museo civico e della mail art
Il Museo Civico e della Mail Art di Montecarotto è stato costituito nel 1984, grazie alle donazioni di alcuni dei maestri dell'arte italiana. 

## Storia e descrizione
Il prof. Bugatti, in rapporto di collaborazione con importanti artisti italiani e stranieri ed anche con Ernesto Treccani, raccolse materiale da collezioni di incisioni e di grafica dei maestri contemporanei da mettere a disposizione del museo, creando una sensibile corrispondenza artistica con le menti più ricettive all'arte postale. Anche Treccani, di passaggio a Montecarotto, realizzò un'incisione da inviare ai principali artisti del mondo perché fossero stimolati a fare altrettanto con le loro opere, con il proposito di fare di Montecarotto un luogo di convergenza dinamica delle espressioni artistiche internazionali. 
Si tratta di una singolare raccolta di opere di Mail Art, cioè dell'arte che promuove, attraverso i canali postali mondiali, la circuitazione di opere di piccole dimensioni (disegni, grafica, dischi, CD, piccole sculture, ecc.), realizzate da artisti collegati fra loro da iniziative libere o tematiche. Sono presenti opere dei mailartisti Piermario Ciani, Vittorio Baccelli, Roberto Bobo Banchi, Vittore Baroni, Anna Boschi, Piero Simoni, Ruggero Maggi, Daniele Sasson, Walter Pennacchi, Emilio Morandi, Luigino Solamito, ecc.
Il museo dopo una lunga inattività e di aperture saltuarie a causa della mancanza di spazi idonei è stato trasferito dalla sede provvisoria di Palazzo Baldoni e riaperto nel 2006, in occasione dell'annuale festa del verdicchio di Montecarotto, con un nuovo allestimento nei prestigiosi locali ristrutturati che un tempo ospitavano le vecchie cantine del Teatro comunale. 
Oggi il museo possiede importanti incisioni di artisti marchigiani, come quelle di Orfeo Tamburi con i paesaggi di Roma e di Parigi, di Pericle Fazzini relativa alla scultura del Cristo della sala Nervi in Vaticano e le Carte Lauretane di Arnoldo Ciarrocchi, Umberto Mastroianni, Sepo, Zauli, Cesare Zavattini, Aldo Borgonzoni e Orfeo Tamburi.

## Percorso museale
Il museo è articolato per sale tematiche: 
- una sala è dedicata alla Mail art con vetrine e pannelli espostivi della raccolta di opere di vari artisti.
- la seconda sala espone disegni di Vito Pardo e opere di Ernesto Treccani, Orfeo Tamburi, Pericle Fazzini, Umberto Mastroianni, Arnoldo Ciarrocchi, Sepo, Zauli, Cesare Zavattini, Aldo Borgonzoni.
- Una terza sala, che dovrà accogliere le testimonianze artistiche del ricchissimo patrimonio artistico montecarottese, è in attesa di completamento.

## Principali iniziative del museo
- Il 25 aprile 1987 è stata proposta la Manifestazione Momenti della Resistenza con opere di Ernesto Treccani, Umberto Mastroianni, Pericle Fazzini, Aldo Borgonzoni, Schiavoni.
- Nel 1987 dall'8 agosto al 5 settembre è stata presentata l'iniziativa dedicata a Marcello Diotallevi intitolata Lettere autobiografiche di Marcello Diotallevi. All'iniziativa erano presenti inoltre il Lab di Bologna e gli artisti Cesare Zavattini, Dino Boschi, Franco Mulas, Aldo Borgognoni, Armando Pizzinato, Alfonso Frasnedi, Claudio Neri, Valeriano Trubbiani, Ernesto Fortuzzi, Otello Brocca, Luciano Cacciò, Mario Deditala, Mario Bocchini, Norma Mascellani, Sepo.
- il 9 luglio 1988 è stata presentata Ex Vinis per una biblioteca sulla storia del vino e delle tecniche di vinificazione. Erano in mostra le tavole di Marsal ed altre incisioni del 1800 e la Mostra delle opere per l'operazione internazionale di Mail Art.
- Il 2 luglio 1989 è stata presentata la mostra Documenti per un archivio di Storia dell'Agricoltura con Serafino Salvati e la sua Scuola pratica di agricoltura.
- Tra il 29 aprile ed il 30 maggio del 1990 il Museo ha presentato Dossier Pace.
- Nel 2000 vi è stata l'adesione al programma Musei da Scoprire dell'Associazione sistema museale della provincia di Ancona.
- nel luglio 2006 il Museo è stato riaperto, con un nuovo allestimento e nei locali ristrutturati delle cantine del Teatro comunale. Si è inoltre tenuta una mostra dedicata a Ray Johnson, fondatore della Mail Art.[1]
- Ad aprile del 2007 si è tenuto uno degli appuntamenti del ciclo di Incontri al Museo, tre incontri sull'arte contemporanea nelle Marche.[2]
- Nel luglio 2007 si è tenuta la mostra Spirito di...vino, selezione di opere degli studenti dell'Istituto statale d'Arte Edgardo Mannucci realizzate sul tema del vino e della coltivazione della vite. La Kermesse si è tenuta in occasione della manifestazione Cantine Aperte 2007, organizzata dal Movimento Turismo del Vino delle Marche. È possibile scaricare il catalogo della mostra dal collegamento della nota.[3]
- A marzo 2008 si è tenuta la mostra fotografica personale di Giorgio Bastianelli, Mani sapienti.[4]
- Il 4 - 5 ottobre 2008, il Museo Civico e della Mail Art di Montecarotto partecipa alla Sesta edizione della Giornata del Contemporaneo.  I Contemporanei, la Giornata del Contemporaneo .[5]
- Dal anno 2009 Il museo Civico e della Mail Art di Montecarotto ha aderito al progetto Carta Musei Marche che consente l'accesso a tariffe agevolate in tutte le strutture museali aderenti.[6]
- Nel mese di maggio 2009 presso il Museo si è tenuta l'esposizione della prima mostra-concorso fotografico nazionale Paesaggi da scoprire – Passeggiate con obbiettivo.[7] un inedito connubio tra visite turistico-museali e visite naturalistiche, con la presenza di operatori museali e fotografi che hanno indicato ai partecipanti agli itinerari le modalità ed i tempi migliori per effettuare le foto che hanno poi partecipato al concorso.
- Il 27 - 28 marzo 2010 nell'ambito della 18ª Giornata del FAI di primavera il museo Civico e della Mail Art di Montecarotto ha aderito all'iniziativa effettuando un'apertura straordinaria del Museo.[8][9]
- Nell'ambito della rassegna Artèfoto festival internazionale di fotogiornalismo dal 28 maggio al 6 giugno 2010 si è tenuta la mostra fotografica Bangladesh, standing on the edge dell'artista e fotografa Munem Wasif.[10]
- Il 9 - 10 ottobre 2010, il Museo Civico e della Mail Art di Montecarotto ha partecipato alla Sesta edizione della Giornata del Contemporaneo.  I Contemporanei, la Giornata del Contemporaneo .[11][12]
- Il Museo Civico e della Mail Art di Montecarotto e il Sistema Museale della Provincia di Ancona, in occasione del 150º anniversario dell'Unità d'Italia, hanno promosso un progetto di rete nazionale tra Istituti scolastici secondari di 1º e 2º grado delle Marche e di altre regioni italiane. Il progetto ha portato alla realizzazione da parte di ogni studente delle classi aderenti al progetto di un elaborato di mail-art riguardante il proprio territorio ed eventualmente le memorie risorgimentali del Comune o dell'area di riferimento. Le produzioni artistiche sono state esposte in una mostra nel Museo civico e della Mail-Art di Montecarotto nel mese di luglio del 2011.[13]
- Mostra di Mail Art: "Italia: Unità nella Diversità" dal 29 giugno al 30 luglio 2011.[14][15][16][17] La mostra si lega alle celebrazioni dei 150º anniversario dell'Unità d'Italia ed ha permesso, attraverso la presentazione delle opere realizzate da giovani di diverse regioni d'Italia, di conoscere uno spaccato di tutto il territorio nazionale, da cui è emerso un sentimento dell'Unità declinato nelle diverse sfumature locali e regionali. La mostra è itinerante per tutto il 2011 e le opere sono state ospitate anche nel Museo civico di Ripatransone a Ripatransone (AP), poi presso il Centro per la Documentazione per l'Arte Contemporanea – Palazzo Pergoli di Falconara Marittima (AN) e il Museo internazionale dell'immagine postale di Belvedere Ostrense (AN).
- L'8 dicembre 2011, nel Museo Civico e della Mail Art di Montecarotto per celebrare il restauro del portale del Monumento ai caduti della prima guerra mondiale (Montecarotto) di Vito Pardo si è tenuta la mostra  "Vito Pardo - Spartaco Santelli carteggio tra l'artista e il falegname".[18]
- Nel luglio 2020 il Museo espone la mostra di Mail art dedicata a Le Disobbedienti – omaggio a sei straordinarie donne ed artiste vale a dire Artemisia Gentileschi, Frida Kahlo, Charlotte Salomon, Berthe Morisot, Suzanne Valadon ed Elisabeth Vigèe Le Brun.
- Nel settembre 2021, Mostra del centenario dantesco.

## Galleria d'immagini

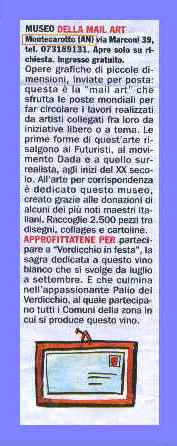
Articolo sul Museo Civico e della Mail-Art di Montecarotto.
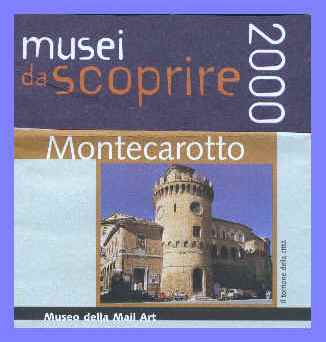
Locandina del Museo Civico e della Mail-Art di Montecarotto.
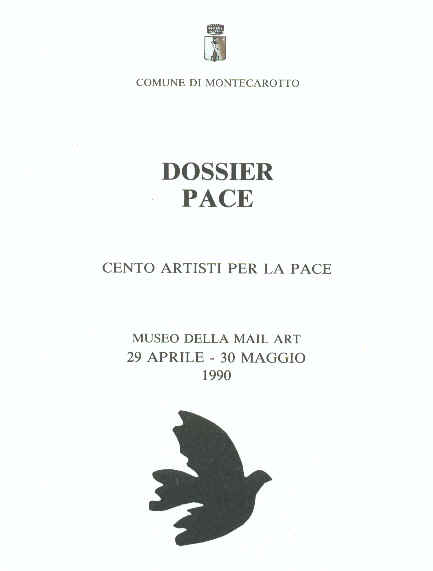
Museo Civico e della Mail-Art di Montecarotto Dossier Pace.
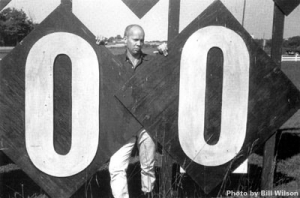
Museo Civico e della Mail-Art di Montecarotto Mostra di Ray Johnson.
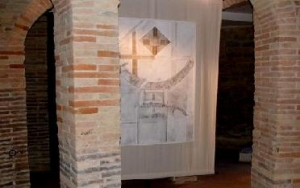
Museo Civico e della Mail-Art di Montecarotto Mostra di Ray Johnson.
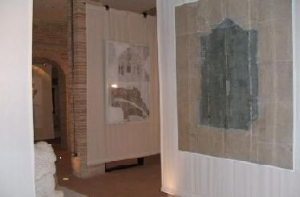
Museo Civico e della Mail-Art di Montecarotto Mostra di Ray Johnson.
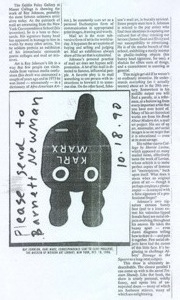
Museo Civico e della Mail-Art di Montecarotto articolo in lingua inglese su Ray Johnson.
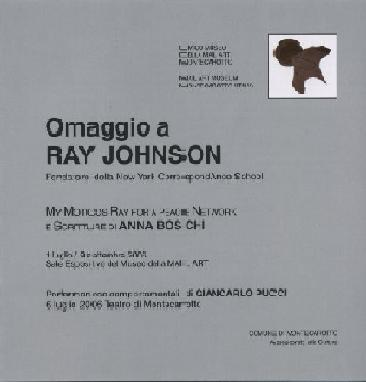
Museo Civico e della Mail-Art di Montecarotto Catalogo della Mostra di Ray Johnson.
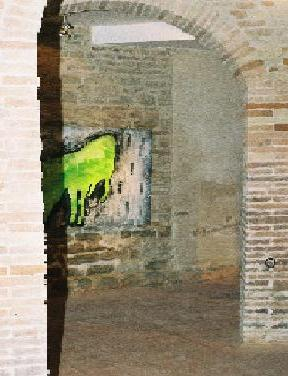
Museo Civico e della Mail-Art di Montecarotto Mostra Spirito di.. vino.
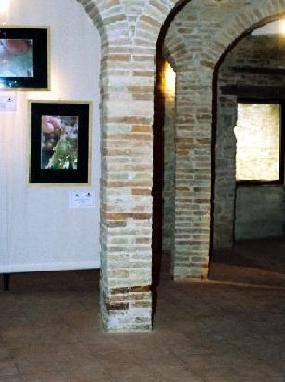
Museo Civico e della Mail-Art di Montecarotto Mostra Spirito di... vino.